# Innocence/キャラバン
「innocence/キャラバン」（イノセンス/キャラバン）は、LAMP IN TERRENの1枚目のシングル。2016年5月3日にA-Sketchから発売された。

## 解説
メジャーデビュー後初のシングル。表題曲である「innnocence」は、劇場第2部『亜人 -衝突-』の主題歌でバンド史上初のアニメソング。
発売形態は、DVD付きの初回限定盤（AZZS-45）、通常盤（AZCS-2051）として発売されている。
初回限定盤特典にはDVDが封入されており、2015年に行われた1stワンマンツアーである「BLUESYARD〜landing probe tour 2015〜」に密着した約1時間のツアーのドキュメンタリー映像が収録されている。

## 収録曲
全楽曲作詞・作曲∶松本大

### CD
1. innnocence [4:21]
  - 劇場第2部『亜人 -衝突-』主題歌
2. キャラバン [4:04]
3. とある木洩れ陽より [3:49]

### DVD（初回限定盤のみ）
1. THE DOCUMENTARY MOVIE OF THE FIRST ONE MAN TOUR BLUESYARD ～landing probe tour 2015～

## 収録アルバム
- fantasia（2017年4月12日）
  - innnocence #5
  - キャラバン #1